# Erlandia
Erlandia är ett släkte av skalbaggar. Erlandia ingår i familjen långhorningar.
Kladogram enligt Catalogue of Life:
| Erlandia | \| \| Erlandia inopinata \| \| \| \| \| \| Erlandia mexicana \| \| \| \| |
|          | \| \| Erlandia inopinata \| \| \| \| \| \| Erlandia mexicana \| \| \| \| |
|          | Erlandia inopinata                                                       |
|          |                                                                          |
|          | Erlandia mexicana                                                        |
|          |                                                                          |